# Pál József (labdarúgó)
Pál József, (Szolnok, 1950. november 29. –) válogatott labdarúgó, középpályás, edző.

## Pályafutása

### A válogatottban
1975 és 1980 között 6 alkalommal szerepelt a válogatottban. Egyszeres olimpiai válogatott (1980), kétszeres ifjúsági válogatott (1967–69), egyszeres utánpótlás válogatott (1972), háromszoros egyéb válogatott (1972–78), egyszeres B-válogatott (1976).

### Edzőként
1982-ben a Testnevelési Főiskolán labdarúgó szakedzői diplomát szerzett. 1986-tól az 1994 elejéig az Érdi VSE vezetőedzője volt. 1997 nyarán a Dunaszentgyörgy edzője lett. 1998 májusától a Százhalombatta csapatát irányította. 2000-től az ESMTK szakmai munkájáért felelt.

### Vállalkozóként
1989 novemberében közös betéti társaságot alapított a szobafestő, tősgyökeres érdi Rajner Lászlóval. A Pál és Rajner vezetéknevekből jött a PÁRA név, melyen Érd-Parkvárosban nemzetközi tornák rendezésére is alkalmas teniszközpontot nyitottak. Profi csapatuk, melyhez az ex-MTK-s Molnár Lászlót szerezték meg vezetőedzőnek, 1993-ban országos bajnok lett. 1997-ben az együttes feloszlott, a teniszpályák helyét ipartelep foglalta el.

## Sikerei, díjai
- Magyar bajnokság
  - bajnok: 1979–80, 1983–84
  - 2.: 1971–72, 1974–75, 1977–78
  - 3.: 1970-tavasz
- Magyar kupa (MNK)
  - döntős: 1969, 1973
- UEFA-kupa
  - negyeddöntős: 1978–79
- Közép-európai kupa (KK)
  - döntős: 1975, 1978

## Statisztika

### Mérkőzései a válogatottban
| Magyarország | Magyarország       | Magyarország                    | Magyarország  | Magyarország | Magyarország  | Magyarország       | Magyarország | Magyarország |
| #            | Dátum              | Helyszín                        | Hazai         | Eredmény     | Vendég        | Kiírás             | Gólok        | Esemény      |
| ------------ | ------------------ | ------------------------------- | ------------- | ------------ | ------------- | ------------------ | ------------ | ------------ |
| 1.           | 1975. június 7.    | Szófia, Levszki stadion         | Bulgária      | 4 – 0        | Magyarország  | olimpiai selejtező | -            | 55'          |
| 2.           | 1978. október 11.  | Budapest, Népstadion            | Magyarország  | 2 – 0        | Szovjetunió   | Eb-selejtező       | -            |              |
| 3.           | 1978. október 29.  | Szaloniki, Kaftanzogliu-stadion | Görögország   | 4 – 1        | Magyarország  | Eb-selejtező       | -            |              |
| 4.           | 1978. november 15. | Frankfurt, Waldstadion          | NSZK          | 0 – 0        | Magyarország  | barátságos         | -            | 55'          |
|              | 1979. május 30.    | Miskolc-Diósgyőr, DVTK-stadion  | Magyarország  | 3 – 0        | Románia       | olimpiai selejtező | -            | 90'          |
| 5.           | 1980. március 26.  | Budapest, Népstadion            | Magyarország  | 2 – 1        | Lengyelország | barátságos         | -            |              |
|              | 1980. április 13.  | Prága                           | Csehszlovákia | 3 – 2        | Magyarország  | olimpiai selejtező | -            |              |
| 6.           | 1980. április 30.  | Kassa                           | Csehszlovákia | 1 – 0        | Magyarország  | barátságos         | -            |              |
|              | Összesen           |                                 |               | 6            | mérkőzés      |                    | 0            | gól          |